# Final de la Copa de Portugal 2021-22
La Final de la Copa de Portugal 2021-22 será la 82.ª edición de la definición del torneo. La Final se disputará el 22 de mayo de 2022.

## Finalistas
En  negrita , las finales ganadas.
| Equipos | Finales jugadas anteriormente | Finales jugadas anteriormente |
| ------- | ----------------------------- | ----------------------------- |
| Porto   | 22 (17)                       |                               |
| Tondela | Ninguna                       | Ninguna                       |

## Sede de la Final
La final se jugará en el Estadio Nacional, de Oeiras, Portugal.
| Portugal                          |                  |                  |                  |
| Ciudad                            | Estadio          |                  |                  |
| Oeiras                            | Estadio Nacional | Estadio Nacional | Estadio Nacional |
|                                   |                  |                  |                  |
| 37 593 espectadores               |                  |                  |                  |
| Final de la Copa de Portugal 2022 |                  |                  |                  |

- Datos: Q111695522